# (1918) Aiguillon
(1918) Aiguillon ist ein Asteroid des Hauptgürtels, der am 19. Oktober 1968 von dem französischen Astronomen Guy Soulié in Bordeaux entdeckt wurde.
Der Name des Asteroiden ist von der französischen Stadt Aiguillon (Lot-et-Garonne) abgeleitet, dem Geburtsort des Entdeckers.